# Olaf Seegert
Olaf Seegert (* 18. April 1982 in Stralsund) ist ein ehemaliger deutscher Handballspieler.
Der rechte Rückraumspieler spielte ab der Saison 2004/2005 beim Stralsunder HV. Nach der Saison 2006/2007 verließ er diesen Verein. Er spielte 2007 beim HC Neuruppin, 2008 spielte er beim SV 63 Brandenburg-West.